# Bükk (Románia)
Bükk (románul Bic) falu Romániában, Szilágy megyében.

## Fekvése
Szilágy megyében, a Bükk-hegység alatt, Szilágysomlyó mellett fekvő település.

## Története
Bükk település Szilágysomlyóhoz tartozó településrész volt.
1956-ban vált külön Szilágysomlyótól Csehipusztával együtt, és lett önálló település.
2002-ben Bükknek 62 lakosa volt.

## Nevezetessége
- Az ortodox kolostor fatemploma